# 오셰이 잭슨 주니어
오셰이 잭슨 주니어(O'Shea Jackson Jr., 1991년 2월 24일 ~ )은 미국의 배우, 래퍼이다. 2015년 영화 《스트레이트 아웃 오브 컴턴》에서 아이스 큐브 역으로 잘 알려져 있으며, 실제 아이스 큐브의 친아들이다.

## 출연 작품
- 크리미널 스쿼드 - 도니 윌슨 역
- 고질라: 킹 오브 몬스터 - 잭슨 반스 역
- 롱 샷 - 랜스 역